# سرویلو

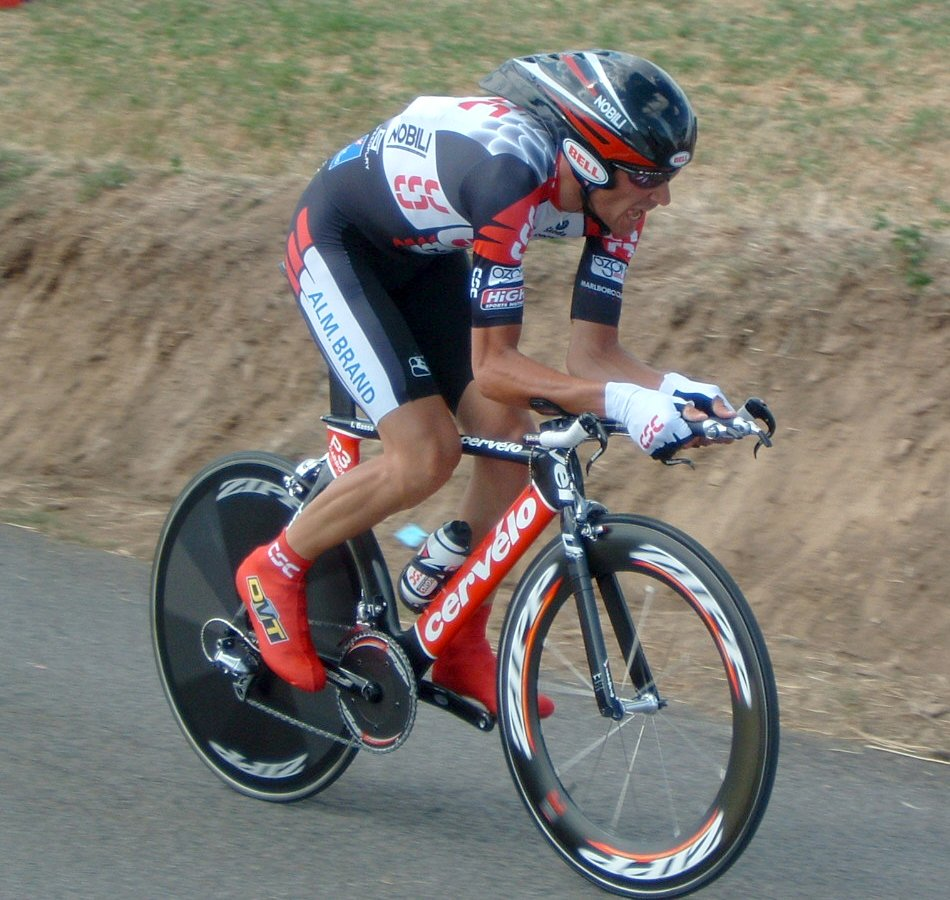
ایوان باسو از تیم سی‌اس‌سی در حال رکابزنی با دوچرخهٔ تایم تریل P3C در مرحلهٔ بیستم (تایم تریل انفرادی) تور دو فرانس ۲۰۰۵.

سرویلو سیکل تولیدکنندهٔ کانادایی دوچرخهٔ مسابقه‌ای و پیست است. سرویلو از طراحی به کمک رایانه، دینامیک سیالات محاسباتی و آزمایش تونل باد در تأسیساتی از جمله مرکز فناوری هوافضای سن دیگو در کالیفرنیا برای بهبود طراحی خود بهره می‌برد. اکنون سرویلو پنج نوع دوچرخه تولید می‌کند: مجموعه‌های C، R و S برای دوچرخهٔ جاده، مجموعهٔ P برای تایم تریل و مجموعهٔ T برای پیست.

## تاریخچه
یکی از بنیان‌گذاران شرکت به نام خرارد فرومن پژوهش دربارهٔ دینامیک دوچرخه را در دانشگاه صنعتی آیندهوون آغاز کرد. سپس دانش خود را به کانادا برد تا پژوهش را در دانشگاه مک‌گیل ادامه دهد. او و فیل وایت در سال ۱۹۹۵ سرویلو سیکل را تأسیس کردند. این واژه از واژهٔ ایتالیایی سرولو به معنی مغز و واژهٔ فرانسوی ویلو به معنی دوچرخه گرفته شده‌است.
در مهٔ ۲۰۱۱ فرومن سهام خود در سرویلو را فروخت تا پروژه‌های تازه‌ای را دنبال کند؛ هرچند همچنان اسماً در برخی سطوح با شرکت همکاری می‌کند. اکنون شرکت هلندی پان هلدینگز و نیز دربی سایکلز مالک سرویلو هستند.

## ورزش حرفه‌ای
حمایت مالی سرویلو از ورزشکاران حرفه‌ای باعث توسعهٔ گستردهٔ این برند شده‌است.
در سال ۲۰۰۳ سرویلو تأمین‌کنندهٔ دوچرخهٔ تیم سی‌اس‌سی شد که در رتبهٔ چهاردهم رده‌بندی جهانی بود. تیم توانست برای سه سال پیاپی، در صدر تیم‌های حرفه‌ای باشد. این شراکت تا پایان سال ۲۰۰۸ تداوم یافت.
در سال ۲۰۰۹ سرویلو تیم خود به نام سرویلو تست‌تیم را بنیان نهاد که نخستین تیم دوچرخه‌سواری بنانهاده شده توسط یک دوچرخه‌ساز در دوران نوین بود. هدف تیم، افزون بر حضور موفق در سطح بین‌المللی، تشویق همکاری میان اعضای تیم، سرویلو و سایر شرکای حمایت مالی از محصولات برای تولید محصولات بهتر بود. همچنین تمرکز زیادی بر تعامل و تجربهٔ هواداران وجود داشت. اعضای تیم توانستند موفقیت‌هایی را در مسابقات بین‌المللی به دست آورند. از جمله در مسابقات جهانی ۲۰۱۰ اما پولی قهرمان تایم تریل زنان و تور هوشاود برندهٔ استقامت جادهٔ مردان شدند.
برای فصل ۲۰۱۱ سرویلو با تیم اسلیپ‌استریم ادغام شد تا گارمین–سرولو را شکل دهد. این شراکت تا پایان فصل ۲۰۱۴ ادامه داشت. سرویلو از فصل ۲۰۱۵ دوچرخه‌های تیم ام‌تی‌ان-کوبکا را تأمین می‌کند.